# Lotte
Lotte (en coreano 롯데, en japonés ロッテ) es un grupo de empresas fundado en Japón en 1948 por el empresario coreano Shin Kyuk-ho. El conglomerado está formado por más de sesenta empresas y exporta a nivel internacional, con presencia mayoritaria en Japón y en Corea del Sur.
La rama más conocida del grupo es la alimentación, como fabricante y distribuidor de dulces, bebidas y comida rápida. Sin embargo, Lotte cuenta también con presencia en negocios como la construcción, electrónica, tecnologías de la información, editoriales, hoteles e industria del entretenimiento. El negocio de Lotte se concentra en Corea del Sur y Japón, aunque también mantiene inversiones en el resto de Asia y Europa.

## Historia

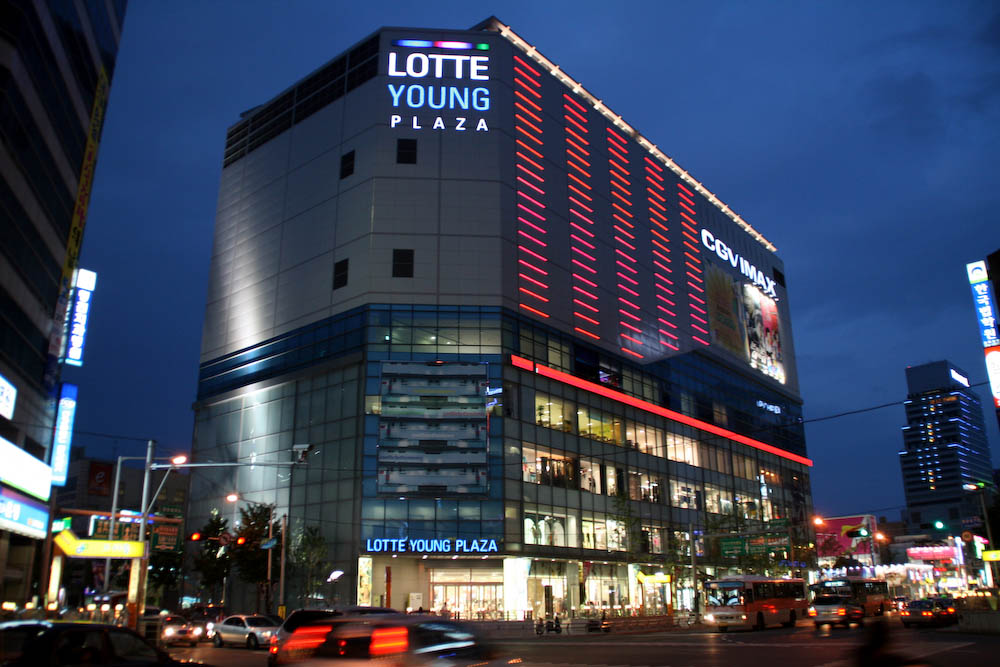
Centro comercial de Lotte en Daegu.

### Inicios de Lotte
Lotte fue fundada por Shin Kyuk-ho (1927-2020), un empresario surcoreano que en 1942 se marchó a Japón para estudiar en la universidad de Waseda. Al término de la Segunda Guerra Mundial, estableció en Tokio una pequeña industria de productos cosméticos. Pero poco después cambió su negocio y pasó a fabricar goma de mascar, un dulce que fue introducido en el país por los soldados estadounidenses.
Gracias a la elaboración de dulces, Shin pudo fundar en 1948 la empresa Lotte Co., que en principio contó con sólo diez empleados. Lotte fue una de las primeras compañías que comenzó a patrocinar series de televisión, lo que popularizó su marca en todo el país y le hizo competir frente a compañías alimenticias como Meiji Seika y Morinaga. En 1964 comenzó a fabricar también chocolate e introdujo en el mercado japonés el modelo de elaboración suizo.

### Llegada a Corea del Sur
A pesar de que Shin Kyuk-ho era surcoreano, durante muchos años no pudo expandirse a su país de origen por las difíciles relaciones internacionales entre Japón y Corea del Sur. Cuando ambos países las normalizaron en 1965, Lotte abrió varias delegaciones y fábricas en la península que se dedicarían a elaborar dulces y comida rápida. Dos años después, Lotte Co. abrió una delegación exclusiva para Corea del Sur, Lotte Confectionery, que se convirtió años después en la principal subsidiaria de la organización.
Lotte pasó a funcionar como un conglomerado (en coreano, chaebol) ante la necesidad del gobierno surcoreano de reactivar su economía. Aprovechando que Corea del Sur era un país con recursos por explotar, la compañía diversificó sus actividades y comenzó a invertir en turismo, con la creación de hoteles y la puesta en marcha de restaurantes y centros comerciales. Años después pasó al negocio inmobiliario, cuyo máximo exponente es el parque de atracciones y recinto comercial Lotte World, inaugurado en 1989.
A diferencia de otros chaebol como Daewoo, Hyundai y Samsung, Lotte mantuvo su modelo de inversiones en la década de 1980 y renunció a otros mercados como el siderúrgico. La empresa continuó apostando por la alimentación, con productos como helados en 1972 o bollería industrial en 1982 (bajo la filial Mutter Rosa). Y en 1999 abrió una compañía financiera, Lotte Capital.
El grupo se ha expandido internacionalmente en los últimos años. En la década de 1990 amplió su actividad a Asia, con especial interés en los mercados emergentes de China y Tailandia. En 2010, Lotte Confectionery incursionó en Europa con la compra de la polaca E. Wedel, entonces perteneciente a Kraft Foods.

## Empresas de Lotte
La siguiente clasificación responde a los sectores donde Lotte mantiene inversiones. La mayoría de las empresas están presentes en Corea del Sur, aunque las de alimentación tienen intereses en mercados internacionales.

### Alimentación
- Lotte Confectionery: principal empresa de Lotte, con sede en Corea del Sur y Japón. Elabora, distribuye y fabrica dulces como goma de mascar, chocolate, helados, bollos, galletas. Es el tercer fabricante de chicle a nivel mundial. Sus productos se venden en más de 70 países.
- Lotte Chilsung: rama de bebidas de Lotte. Elabora refrescos propios como Milkis o Chilsung Cider (un refresco de soda) y embotella y distribuye las marcas de PepsiCo en Corea del Sur.
- Lotte Chilsung Liquor: subdivisión de Lotte Chilsung, especializada en bebidas alcohólicas.
- Lotte LHP Corporation: división dedicada a la distribución y venta de alimentos para las tiendas de conveniencia y supermercados.
- Lotte Food: especializada en la fabricación de helados y alimentos preparados. Anteriormente conocida como Lotte Samkang.
- Lotteria: franquicia de comida rápida presente en Corea del Sur y Japón. En este mismo campo, gestiona las franquicias de Friday's y Krispy Kreme en Corea.

### Comercios
La cadena de establecimientos comerciales de Lotte es Lotte Department Store, que comprende las siguientes tiendas:
- Lotte Shopping: grandes almacenes.
- Lotte Market: tiendas de conveniencia.
- Lotte Super: supermercados.
- Lotte Hi-mart: tienda de electrónica.
- Lotte.com: venta por internet.
- Franquicias de 7-Eleven en Corea del Sur.
- Franquicias de UNIQLO en Corea del Sur.

A estos negocios se suman las cadenas de multicines de Lotte (Lotte Cinema) y un complejo comercial con parque de atracciones, Lotte World, que se encuentra en Seúl.
Desde 1974 cuenta con una división de ventas internacionales, Lotte International.

### Finanzas
- Lotte Card: compañía de tarjetas de crédito presente en Corea del Sur.
- Lotte Insurance: aseguradora para particulares y empresas.
- Lotte Capital: empresa de asesoramiento financiero.

### Otros negocios
El conglomerado cuenta con varias cadenas de hoteles desde la década de 1970, y espera abrir dos grandes rascacielos en 2021 y 2017 respectivamente: la Busan Lotte World Tower en la ciudad de Busán, con 510 metros de altura, y la Lotte World Tower en Seúl, que mide 555 metros y es el mayor rascacielos del país.
Además, participa en el accionariado de varias firmas inmobiliarias, posee plantas petroquímicas y patrocina a dos equipos de béisbol: los Chiba Lotte Marines de la Liga profesional de Japón y los Lotte Giants en la Liga de Corea.